# Francisco de Salinas

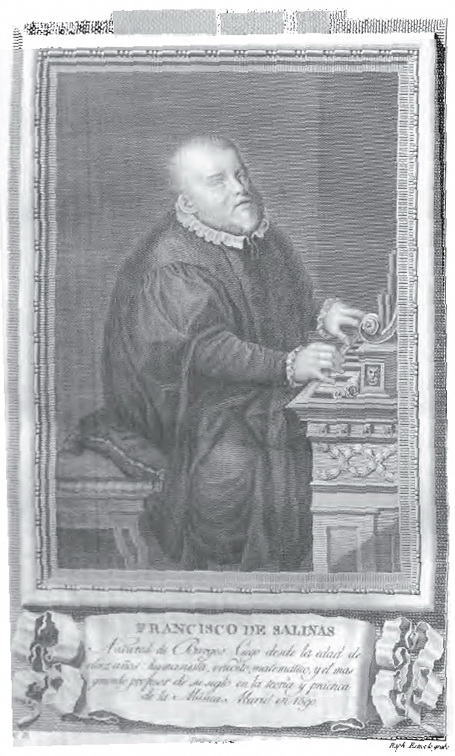
Francisco de Salinas.

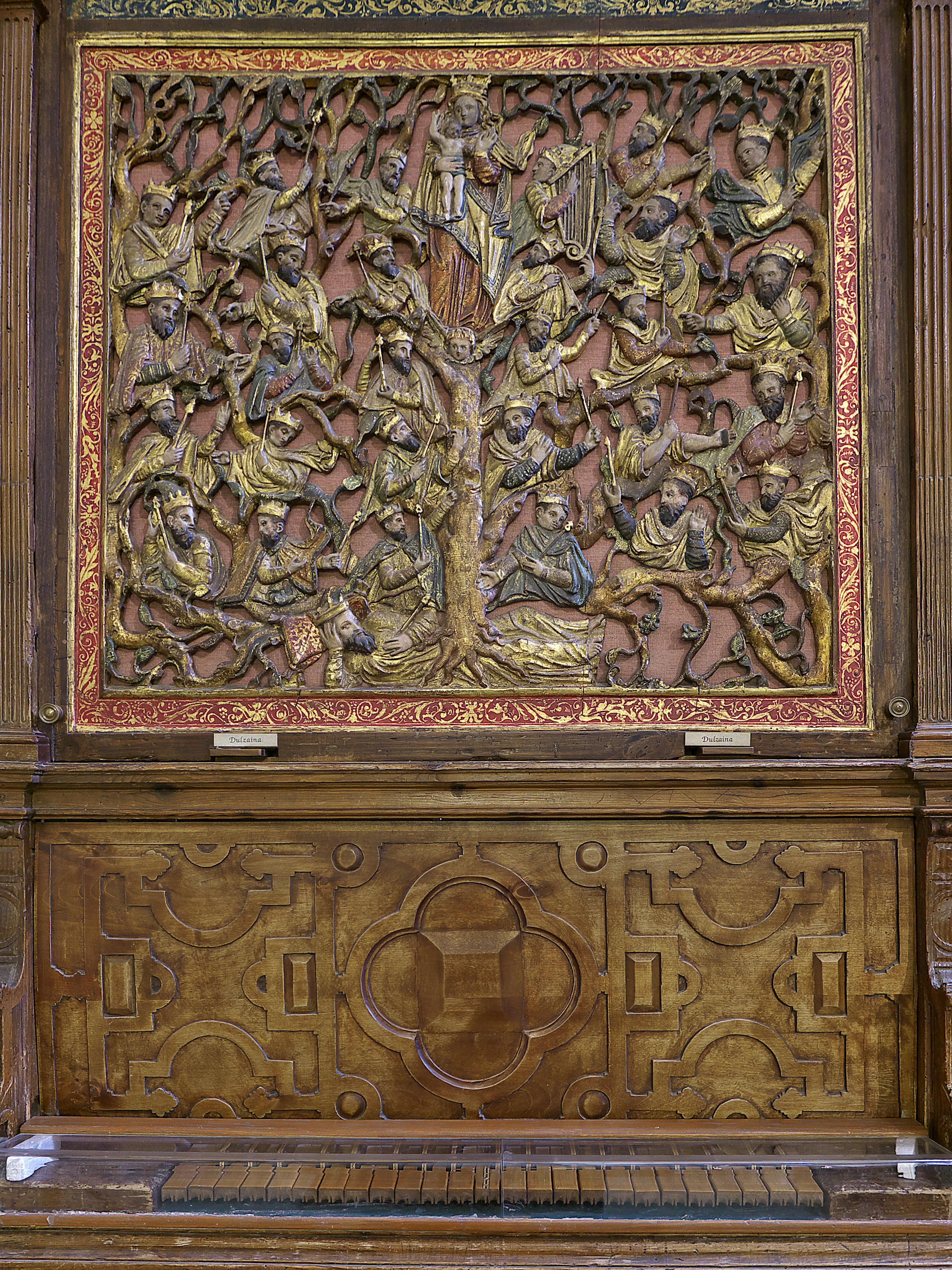
Órgano de Salinas Catedral Vieja de Salamanca

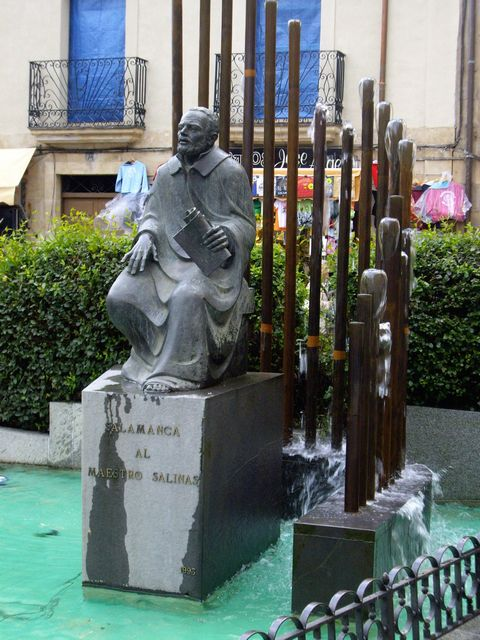
Monumento al maestro Salinas en Salamanca

Francisco de Salinas (Burgos, 1513 - Salamanca, 13 de enero de 1590) fue un músico, organista y humanista español.

## Biografía
Perdió la vista a la edad de 11 años.  Estudió humanidades, canto y órgano en la Universidad de Salamanca. 
Vivió en Roma durante 23 años. En Italia coincidió con otros músicos como Diego Ortiz, Orlando di Lasso y Tomás Luis de Victoria.
Regresó a España en 1561. Sirvió como organista al Duque de Alba y consiguió cátedra en la Universidad de Salamanca, donde conoció a Fray Luis de León, también catedrático de esta institución. En 1571, junto con el rector Diego de Castilla y Fray Luis de León, formó parte del jurado de la justa literaria por la victoria de Lepanto y el nacimiento del príncipe Fernando. De la admiración de Fray Luis por este músico, queda constancia en la Oda a Salinas, escrita en 1577. 
Publicó De Musica libri septem en Salamanca, en 1577, en la que discute y analiza distintos temperamentos musicales, el más destacado, el temperamento igual, que siglos más tarde acabaría imponiéndose como único temperamento al uso, aunque él solo lo aceptaba para los instrumentos con trastes, y lo rechazaba en los de tecla.
De este maestro dijo Vicente Espinel, que era «el más docto varón en música especulativa que ha conocido la antigüedad». No se conoce nada de su música.